# 中村尚子
中村尚子（日语：／ Nakamura Naoko，7月28日—），日本女性配音員、旁白。出身於大阪府。青二Production所屬。身高160cm。O型血。

## 來歷
青二塾大阪校第5期畢業。

## 人物
音域：E～D（假聲A）。方言：大阪方言。
她曾演出過多部動畫、外國電影、遊戲、電視節目。
資格、執照：護士執照、普通汽車執照。

## 演出
粗體字表示主要角色。

### 電視動畫
1989年
- 奇天烈大百科（女大學生、千惠美、女主播、弗朗托）

1991年
- 蓋特機器人號（女性顧客、瀨戶真由美）

1992年
- 小小男子漢（1992年—1994年，女大學生C、店員、綠[注 1]、同事A、護士）
- 勇者鬥惡龍 達伊的大冒險 (1991年版)（小孩）
- 美少女戰士系列（1992年—1993年，女性、女學生、DD女孩）2系列

1994年
- 足球風雲（女孩子A）
- 七龍珠Z（女店員）
- 七海的堤可（嚮導）
- 橘子醬男孩（桂子、女學生、女大學生、彌生的朋友）

1995年
- 動畫世界的童話（日语：世界名作童話シリーズ ワ〜ォ!メルヘン王国）（長女、魚）
- 麵包超人（炒飯王子〈初代〉）
- 羅密歐的藍天（琵雅）

1996年
- 靈異教師神眉（巴士導遊）
- 七龍珠GT（秘書）

1997年
- CLAMP學園偵探團（護士）

1999年
- 神八劍傳（日语：神八剣伝）（吉野八神）

2001年
- 熱帶雨林的爆笑生活[7]（蕾貝卡）

2002年
- 名偵探柯南（2002年—2009年，筧苑子、訪問介護員2、廣播、入鹿結衣）

2009年
- 我們這一家（麵包店店長）

### 電影動畫
- 風之大陸（日语：風の大陸）（1992年）
- MEMORIES「最臭兵器」（1995年，護士）

### OVA
1991年
- 銀河英雄傳說
- 3×3 EYES（女學生1）
- 含羞草（三壘教練）

1992年
- 潮與虎（女學生A）
- 機神兵團（日语：機神兵団）（女兵團員）

1993年
- 超時空世紀歐卡斯02（納塔爾瑪、小孩）

1994年
- 最終幻想（魯索的部下）

1995年
- 銀河大小姐傳說優奈 ～哀傷的賽雷茵～（日语：銀河お嬢様伝説ユナ）（吉娜）

1996年
- 銀河大小姐傳說優奈 ～深暗的仙女～（吉娜）

1997年
- Psycho Diver 魔性菩薩（日语：サイコダイバー・シリーズ）（機械聲音）

1998年
- 玻璃假面 擁有千張假面的少女（澤渡美奈）

2002年
- 熱帶雨林的爆笑生活DELUXE（蕾貝卡）

2008年
- 潛龍諜影2 BANDE DESSINEE（日语：メタルギアソリッド バンドデシネ）（狙擊雪狼）

### 遊戲
1992年
- 銀河大小姐傳說優奈（日语：銀河お嬢様伝説ユナ）（茶之佳華、吉娜）

1993年
- A級雷電戰士 誕生篇（日语：Aランクサンダー 誕生編）（窗口人員）
- CAL III（阿切洛特）
- 天外魔境 風雲歌舞伎傳（日语：天外魔境 風雲カブキ伝）（伊拉）

1994年
- POLICENAUTS（日语：ポリスノーツ）（醫院接待人員）

1995年
- 銀河大小姐傳說優奈2 永遠的公主（茶之佳華、吉娜）

1996年
- 銀河大小姐傳說優奈FX 哀傷的賽雷茵（茶之佳華、吉娜）
- 銀河大小姐傳說優奈REMIX（茶之佳華、吉娜）

1997年
- 銀河大小姐傳說優奈3 LIGHTNING ANGEL（茶之佳華、吉娜）
- 同級生2（南川洋子）

1998年
- 銀河大小姐傳說優奈 FINAL EDITION（茶之佳華、吉娜）
- 潛龍諜影（狙擊雪狼、PAL Code電腦聲音）
- 秘密戰隊V（日语：ひみつ戦隊メタモルV）（南百合麗子）

1999年
- Refrain Love 2（日语：リフレインラブ#リフレインラブ2）（三澤遙）

2002年
- 全部成為F ～THE PERFECT INSIDER～（儀同世津子）

2005年
- 第3次超級機器人大戰α 終焉之銀河（斯培特菈·麥克雷迪）

2016年
- 超級機器人大戰OG THE MOON DWELLERS（斯培特菈·麥克雷迪）

2023年
- 超級機器人大戰DD（斯培特菈·麥克雷迪）

### 廣播劇CD
- Alice Soft 特別篇「Love Panic」（久美子）
- （弘美）
- 廣播劇CD 召喚夜響曲 世界之間的搖籃（雙胞胎的母親）
- 薩爾達傳說原聲廣播劇「二人的序章」（洛瑞塔）

### 外語配音

#### 電影
- 秘密客 ※VHS、DVD版。

#### 電視影集
- 醫門英傑（英语：Chicago Hope） ※VHS版。

#### 動畫
- 希斯克利夫（索妮亞）

### 廣播節目
- 廣播劇「羅德斯島戰記 風與炎之魔人」（娜蒂亞）

### 旁白
NHK
- 趣味悠悠（日语：趣味悠々）
- 週日藝術劇場（日语：芸術劇場）
- 「花的王國荷蘭」
- NHK高校講座（日语：NHK高校講座）「生物」

日本電視台系列
- 日本電視台 預映會告知焦點

TBS系列
- 幸福家庭計劃（日语：しあわせ家族計画）
- 慢性吉本炎

富士電視台系列
- FNN Suer News（日语：FNNスーパーニュース）
- FNN 555 The Human（日语：FNNニュース555 ザ・ヒューマン）
- 皇室特別節目 感動的孩子誕生物語
- SMAP×SMAP「上京物語」（與關西電視台共同製作）
- 特別節目 黛安娜王妃世界葬禮追思儀式
- Big Today（日语：ビッグトゥデイ）

朝日電視台系列
- 象印NEWS QUIZ PANDORA TIMES（日语：象印ニュースクイズ パンドラタイムス）
- SUPER MORNING（日语：スーパーモーニング）

東京電視台系列
BS富士
- 心理困惑Q
- 情報2002

## 腳註

## 外部連結
- 中村尚子｜青二Production （日語）